# کادوورت، ساسکاچوان
کادوورت، ساسکاچوان (به انگلیسی: Cudworth, Saskatchewan) یک منطقهٔ مسکونی در کانادا است که در ساسکاچوان واقع شده‌است. کادوورت ۲٫۲۱ کیلومتر مربع مساحت و ۷۷۰ نفر جمعیت دارد.